# 針鉄鉱
針鉄鉱（しんてっこう、英: goethite、ゲータイト、ゲーサイト）は鉱物（水酸化鉱物）の一種。鱗鉄鉱とともに、いわゆる「褐鉄鉱」の主成分をなす。化学組成はFeO(OH)で、黄鉄鉱（FeS2）、菱鉄鉱（FeCO3）、磁鉄鉱（FeFe3+2O4）などが酸化することによって生じる二次鉱物。また、水中の沈殿物としても生じる。斜方晶系。強磁性体。
石英属の鉱物の内部にインクルージョンとして混入する物質でもある。黒色・赤・褐色・黄色をしており、水晶の中に針状・毛髪状・繊維状の内包物となって出現することが多い。赤色の鱗鉄鉱（レピドクロサイト）と赤色の針鉄鉱（ゲーサイト）が白水晶の中に混入したものは、ストロベリークォーツと呼ばれ、コレクターやレアストーン愛好家に珍重されている。
英名はドイツの文豪ゲーテ（Goethe）に由来する。